# Кучинскас, Эдмундас
Эдмундас Кучинскас (лит. Edmundas Kučinskas; род. 26 апреля 1955, Паланга, Литовская ССР, СССР) — литовский поп-музыкант, эстрадный певец (тенор), автор песен, ведущий музыкальных передач, бывший член Муниципалитета города Клайпеда.

## Биография
Родился в Паланге в 1955 году. Музыкой увлекся c малых лет. В 1975 год окончил Литовскую консерваторию (ныне Литовская академия музыки и театра), факультет в Клайпеде по специальности джаза и руководителя оркестра.
В 2003—2011 г. член Совета муниципалитета Клайпеды, председатель Комитета по социальным вопросам.
Разведён. Супруга Галина Кучинскене 1954 года рождения (развелся в 2016 году), глава клайпедского приюта для животных «Будь моим другом», дочь Элина Кучинскайте — Кураускене, г.р. 1978.
В 2016 году после 42 лет брака развелся с женой.
Владелец театра эстрады Э. Кучинскаса.
Эдмундас Кучинскас признал себя прототипом скандально философско-эссеистического романа «А что потом?» (лит. «O kas po to?», 2006) философа, доктора гуманитарных наук, переводчицы Лорета Анилёните. Сама Анилёните не отрицает, что и философская линия романа автобиографична, утверждая, что каждый роман по-своему автобиографичен. В романе через два главных героев — известного философа и знаменитого эстрадного певца Литвы показано столкновение высокой, элитарной и поп-культуры. Автор в романе говорит, что инстинкт самосохранения малых государств заставляет талантливых людей придерживаться профессиональных стандартов и норм обывательской жизни. Таланты всех творческих и научных сфер, в том числе и поп-звезды, лгут себе самим и обществу о своей действительной гедонистической жизни, чтобы правдой не шокировать общество. Такую атмосферу двуличия и страха Лорета Анилёните считает основным тормозом таланта. Роман «А что потом?» награждён премией журнала «Правда» «Дебют года 2006», и премией журнала «Cosmopolitan» «Роман года 2006». После появления романа Эдмундас Кучинскас выгнал из своего концерта в Паланге автора романа с её тогда малолетней дочерью на глазах тысячей зрителей и грубо оскорбительно отозвался об эротических сценах романа в прессе.
Литературные критики отмечают, что "реакции Эдмундаса Кучинскаса почти тожественны поведению главного персонажа романа.
Между тем Лорета Анилёните, раскрыв в романе гедонистический образ жизни литовской поп-звезды, и после грубой реакции Эдмундаса Кучинскаса хвалила его музыкальный талант и, по её мнению, необходимый для талантливой личности эксцентричный и импульсивный характер, утверждая, что и в романе, и в жизни она стоит на стороне своего героя. Несколько лет спустя, как Лорета Анилёните в своем романе и призывала Эдмундаса Кучинскаса, он развелся со своей женой и признал свою зависимость от женщин.

### Творческая биография
Выступал с ансамблями «Копу балсай» («Kopų balsai»), «Нерия» («Nerija»).
С 1983 года — представляет толъко солъные авторские программы, выступает в Литве и за рубежом.
Работа на телевидении: Ведущий музыкальной передачи «Музыкальный шой пятницы» на канале TV3.
Создал оперную роль Квазимода в опере Зигмара Лиепиньша в Клайпедском музыкальном театре.

## Награды и конкурсы
- 1982 — лауреат конкурса «Вильнюсская башня» (Vilniaus bokštai);
- 1991 — премия Антанаса Шабаняускаса;
- 2004 — в музыкальном проекте «Национальная музыкальная лига» занял 2-е место;
- 2004 — в национальном отборе на конкурс Евровидение занял 3-е место;
- 2006 — в национальном отборе на конкурс Евровидение занял 5-е место;
- 2015 — в музыкальном проекте «Песня песен» занял 2-е место

## Сольные альбомы
- «Alyvų Šakos», 1983.
- «Meilės Laiptai», 1995.
- «Sudie, Brangioji (Petro Derevianko dainos)», 1996.
- «Naujas Angelas», 1996.
- «Mūsų Meilės Sakmė», 1998.
- «Mūsų Likimai», 1999.
- «Laimės Žiburys», 2000.
- «Marsas ir Venera», 2002.
- «Už tuos, kurie…» , 2004.
- «Populiariausių dainų rinkinys 1», 2004.
- «Dainos — tostai», 2006.
- «Jubiliejinis koncertas», 2007.
- «Populiariausių dainų rinkinys 2», 2008.
- «Laiko Kelionėje, arba po 50-ies», 2013.
- «Jubiliejinis 60. Populiariausių dainų rinkinys», 2015.